# Двулопастник
Двулопа́стник, или Схизмус, или Схисмус (лат. Schísmus; от др.-греч. σχισμός, schismos — щель, расщеплённый), — род травянистых растений семейства Злаки (Poaceae), распространённый в полупустынных и пустынных областях Африки и Евразии.

## Ботаническое описание
Однолетние травянистые растения, 5—20 см высотой. Стебли прямостоячие или восходящие. Листья линейные, плоские или неплотно свёрнутые, 0,5—2,5 мм шириной. Влагалища полностью расщеплённые. Язычок сразу переходит в густой ряд волосков, 0,4—1 мм длиной.
Метёлки сжатые, многоколосковые, 1—4 см длиной. Колоски 4—8-цветковые. Колосковые чешуи равные колоскам или немного короче, ланцетные, по краям широкопленчатые, с 3—7 жилками, длинно заостренные. Нижние цветковые чешуи кожисто-перепончатые, яйцевидно-ланцетные или яйцевидные, с 9 жилками, двулопастные (отсюда название рода). Верхние цветковые чешуи слегка короче нижних, перепончатые. Тычинок 3; пыльники 0,2—0,5 мм длиной. Завязь голая, с 2 длинноволосистыми рыльцевыми ветвями. Зерновки обратнояйцевидные, свободные, желтоватые или коричневатые; рубчик продолговато-овальный. Хромосомы мелкие; x=6.

## Виды
Род включает 5 видов:
- Schismus arabicus Nees — Двулопастник арабский
- Schismus barbatus (L.) Thell. — Двулопастник бородатый, или Двулопастник бородчатый
- Schismus inermis (Stapf) C.E.Hubb.
- Schismus scaberrimus Nees
- Schismus schismoides (Stapf ex Conert) Verboom & H.P.Linder